# Фодор, Эрнё
Эрнё Фодор (венг. Fodor Ernő; 25 апреля 1878, Чабди, ныне медье Фейер — 15 октября 1944, Будапешт) — венгерский музыкальный педагог.
Получил музыкальное образование как пианист, ученик Арпада Сенди. Выступал в дуэте с виолончелистом Арнольдом Фёльдеши, сопровождал в гастрольном турне по Европе певца Джулио Перотти. В 1903 году вернулся в Будапешт и основал музыкальную школу на улице Андраши. В первый год занятий в ней преподавали 11 учителей и занимались 160 воспитанников. Школа Фодора ставила своей целью подготовку юных музыкантов для поступления в Будапештскую академию музыки. В разные годы в школе Фодора преподавали такие заметные музыканты, как Лео Вайнер, Имре Вальдбауэр, Альберт Шиклош, Шандор Ковач.
Школа Фодора прекратила своё существование с его смертью, но в 1947 году была воссоздана его вдовой при участии его учеников и существует по сей день. В 1986 году ей было присвоено имя Аладара Тота.